# Arleigh Winston Scott
Sir Arleigh Winston Scott, né le 27 mars 1900 et mort le 9 août 1976, est gouverneur général de la Barbade de 1967 à sa mort.

## Biographie
Premier gouverneur général de la Barbade, Scott a fait ses études à la St. Giles Boys 'School et au Harrison College. Il a étudié la médecine à l' Université Howard aux États-Unis et plus tard, l' Université d'Edimbourg en Ecosse . Après s'être qualifié, il est retourné aux États-Unis pour y poursuivre ses études et est devenu chirurgien ophtalmologiste en visite à l' hôpital Harlem de New York.
De retour à la Barbade en 1953, il est devenu un médecin réputé et reconnu. Il a créé un foyer de soins, connu sous le nom de Woodside Memorial Clinic, qu'il a continué à gérer jusqu'à ce qu'il devienne gouverneur général. Il avait un casier distingué dans le travail communautaire et avait offert gratuitement ses services à la ligue de bonne volonté des enfants, ainsi qu’à des conférences sur la santé publique. De temps en temps, il enseignait l'hygiène aux élèves de certaines écoles primaires de la région de Bridgetown .
M. Scott a siégé au Sénat de la Barbade de 1964 à 1967 et, en 1966, a été nommé au Conseil privé de la Barbade. En mai 1967, à la retraite de Sir John Stow (dernier gouverneur colonial de la Barbade), le Dr Scott a été nommé gouverneur général par la reine sur recommandation du Premier ministre. La même année, il est fait chevalier et s'appelle Sir Winston Scott. 
Sir Winston Scott était un membre de la fraternité Phi Beta Sigma.
Il est décédé subitement alors qu'il était en poste.